# Jacinda Ardern
Jacinda Kate Laurell Ardern (Hamilton, 26 juli 1980) is een Nieuw-Zeelandse politica voor de Labour-partij. Van 26 oktober 2017 tot 25 januari 2023 was zij de premier van Nieuw-Zeeland.

## Carrière
Ardern werd op haar zeventiende lid van de sociaaldemocratische Labour-partij. Ze werkte onder andere als politiek adviseur van de voormalige Britse premier Tony Blair. In 2008 werd ze voor de Labour-partij in het Nieuw-Zeelandse parlement gekozen. Tijdens het premierschap van Helen Clark werkte Ardern als een van haar stafmedewerkers.
Op 1 augustus 2017 werd Ardern gekozen als de Labour-partijleider. Bij de parlementsverkiezingen in september 2017 werd Labour op afstand verslagen door de conservatieve National Party, die echter geen meerderheid behaalde. Twee kleinere partijen, de Groenen en de populistische partij New Zealand First, gaven de voorkeur aan een coalitie met de sociaaldemocraten.

### Premierschap

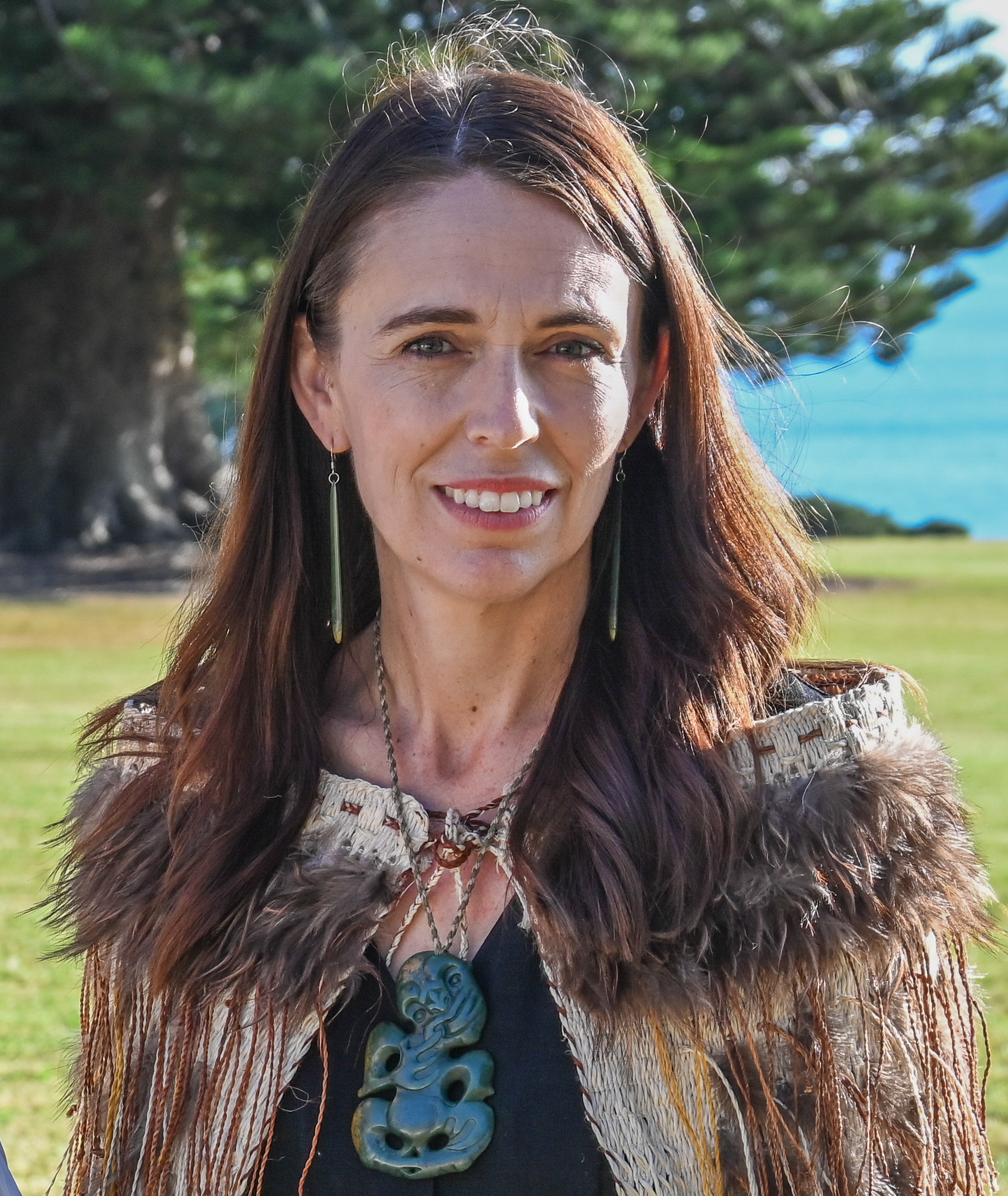
Ardern gekleed in een traditioneel dierenvel

Het Kabinet Ardern I werd beëdigd op 26 oktober 2017 en daarmee werd Ardern, destijds 37 jaar oud, de jongste premier in de geschiedenis van Nieuw-Zeeland. Na de aanslagen in Christchurch in maart 2019, waarbij een rechts-extremist vijftig moslims doodschoot, viel Ardern op met haar oproep de naam van de dader nooit te noemen. "Dat is waarom je mij zijn naam nooit meer hoort uitspreken. Hij is een terrorist, een crimineel en een extremist. Maar hij zal, wanneer ik spreek, naamloos zijn. (...) Hij zocht naar bekendheid. Maar hier in Nieuw-Zeeland geven wij hem niets - zelfs zijn naam niet."
Een paar maanden na de aanslagen kondigde de regering van Ardern een begroting aan waarin 2,5 miljard dollar extra werd geïnvesteerd in het welzijn en geluk van de bevolking. Zo werd er 823 miljoen dollar gereserveerd voor de geestelijke gezondheidszorg om het grote aantal zelfmoorden tegen te gaan. Naar het bestrijden van kinderarmoede ging een miljard dollar.
Ardern werd geprezen om haar aanpak van de coronapandemie. CNN noemde haar 'een voorbeeld in leiderschap'. Alastair Campbell, Brits journalist en adviseur van Tony Blairs regering, prees Ardern omdat ze zowel aandacht had voor de humane als de economische gevolgen van de pandemie. Nieuw-Zeeland werd beschouwd als een van de weinige westerse landen waar het coronavirus mogelijk volledig uitgeroeid kan worden. Dit heeft ook te maken met de gunstige ligging van Nieuw-Zeeland als eiland.
Bij de verkiezingen van oktober 2020 werd Ardern herkozen met een "historische" overwinning: de Labour-partij boekte haar beste resultaat in vijftig jaar.
In januari 2023 kondigde Ardern aan haar taken als partijleider en premier neer te leggen. Ze verklaarde geen energie meer te hebben voor een volgende ambtstermijn en meer tijd te willen besteden aan haar gezin. Voor de parlementsverkiezingen van oktober 2023 stelde ze zich dan ook niet verkiesbaar. Amper een week na haar aankondiging, op 25 januari 2023, werd het premierschap van Nieuw-Zeeland overgenomen door Chris Hipkins, die kort daarvoor de leiderschapsverkiezingen van Labour had gewonnen.

### Na haar premierschap
Op 4 april 2023 werd Ardern benoemd tot bestuurslid van de Earthshot Prize. Dezelfde dag kreeg ze van premier Hipkins de rol van speciaal gezant voor het Christchurch Call-initiatief, dat online extremisme bestrijdt. In haar afscheidstoespraak benadrukte ze de noodzaak om klimaatverandering te depolitiseren in Nieuw-Zeeland.
Ardern heeft ook twee onderzoeksbeurzen geaccepteerd aan de Harvard Kennedy School, die ze in de herfst van 2023 zal aanvaarden. Daar zal ze zich richten op leiderschapsontwikkeling en online extremisme.

## Persoonlijk leven
Ardern groeide op in een mormoons gezin in Nieuw-Zeeland. In 2005 trad ze uit de Church of Jesus Christ of Latter-day Saints omdat ze de standpunten ervan niet kon verzoenen met haar persoonlijke waarden, zoals gelijke rechten voor homo's. In januari 2017 noemde Ardern zichzelf agnost.
Ardern maakte in januari 2018 bekend zwanger te zijn. Ze beviel op 21 juni van een dochter, Neve Te Aroha. Daarmee was zij na de Pakistaanse premier Benazir Bhutto de tweede premier die in functie beviel van een kind. Na de bevalling nam vice-premier Winston Peters zes weken lang Arderns taken over. Op 2 augustus 2018 hervatte Ardern haar werkzaamheden als premier.
- Bibsys: 1653056312279
- Catàleg d'autoritats de noms i títols de Catalunya: 981059738403206706
- Gemeinsame Normdatei: 1215122667
- International Standard Name Identifier: 0000 0004 9886 9686
- Library of Congress Control Number: no2017153822
- Bibliotheek van het Japanse parlement: 031865879
- Virtual International Authority File: 1748151247981444270003
- WorldCat: E39PBJgxwqfDW8cCWcR6kgVt8C